# D812 (Ille-et-Vilaine)
De D812 is een departementale weg in het West-Franse departement Ille-et-Vilaine. De weg loopt in twee delen van Fougères naar Rennes. Beide delen worden met elkaar verbonden door de autosnelweg A84.

## Geschiedenis
Oorspronkelijk was de D812 onderdeel van de N12. In 2006 werd de weg overgedragen aan het departement Ille-et-Vilaine, omdat de weg geen belang meer had voor het doorgaande verkeer vanwege de parallelle autosnelweg A84. De weg is toen omgenummerd tot D812.